# Franz Leonhard (Rechtswissenschaftler)

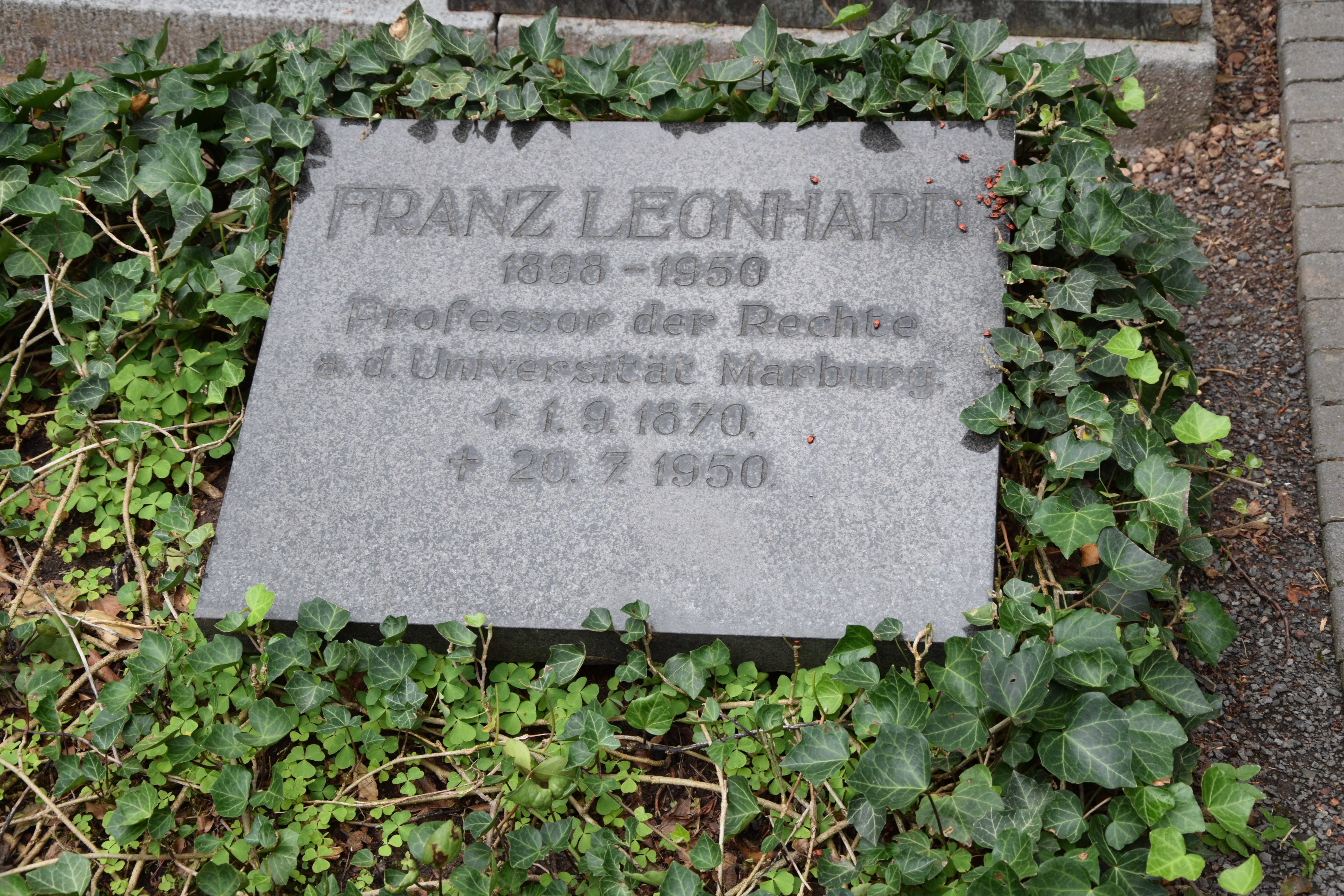
Grab von Franz Leonhard auf dem Marburger Hauptfriedhof (2017)

Franz Leonhard (* 1. September 1870 in Frankfurt (Oder); † 20. Juli 1950 in Marburg) war ein deutscher Rechtswissenschaftler.

## Leben
Leonhard war der Sohn eines hochangesehenen Rechtsanwalts und Notars. Er studierte nach dem Abitur in Magdeburg an der Albertus-Universität Königsberg und der Philipps-Universität Marburg Rechtswissenschaft. Er wurde 1889 im Corps Hasso-Nassovia aktiv und blieb dem Corps zeitlebens eng verbunden. Er war Referendar in Kassel und Assessor in Berlin. 1896 wurde er an der Georg-August-Universität Göttingen Privatdozent für Römisches Recht und Bürgerliches Recht. 1896 erschien sein Werk Die Haftung des Verkäufers für sein Verschulden beim Vertragsschlusse, in welchem er die „Zielvertragstheorie“ aufstellte, eine Rechtsauffassung, die Lösungen für die seit Rudolf von Jhering aufgeworfene Frage des Umgangs mit der culpa in contrahendo bereithalten sollte. 1898 kehrte er als a.o. Professor an die Philipps-Universität zurück. Sie berief ihn 1899 auf den Lehrstuhl und wählte ihn für das Akademische Jahr 1916/17 zum Rektor. Im August 1914 wurde er als Reserve-Hauptmann einer Infanteriekompanie schwer verwundet.
Bis 1918 war Leonhard Mitglied der Deutschkonservativen Partei. In der Weimarer Republik schloss er sich der Deutschnationalen Volkspartei an. Als Jude legte er 1933 das Band seines Corps nieder. Das Gesetz zur Wiederherstellung des Berufsbeamtentums kam in seinem Fall nicht zur Anwendung, weil er seit 1899 Ordinarius war und am Ersten Weltkrieg teilgenommen hatte. Deshalb wurde er nach 36 Dienstjahren 1936 regulär emeritiert. Nichtsdestoweniger wurde er als Emeritus aus dem Personal- und Vorlesungsverzeichnis der Philipps-Universität gestrichen. 1945 „rehabilitiert“, lehrte er bis 1947 in Marburg. Im November 1946 wurde er mit 76 Jahren Protektor der Studentengemeinschaft Hessen, die die Tradition seines Corps fortführte.
Der Rechtswissenschaftler Rudolf Leonhard und der Senatspräsident am Kammergericht Friedrich Leonhard (1868–1937) waren seine Brüder. Rudolf war Heidelberger Rhenane, Friedrich ebenfalls Hessen-Nassauer.

## Werke

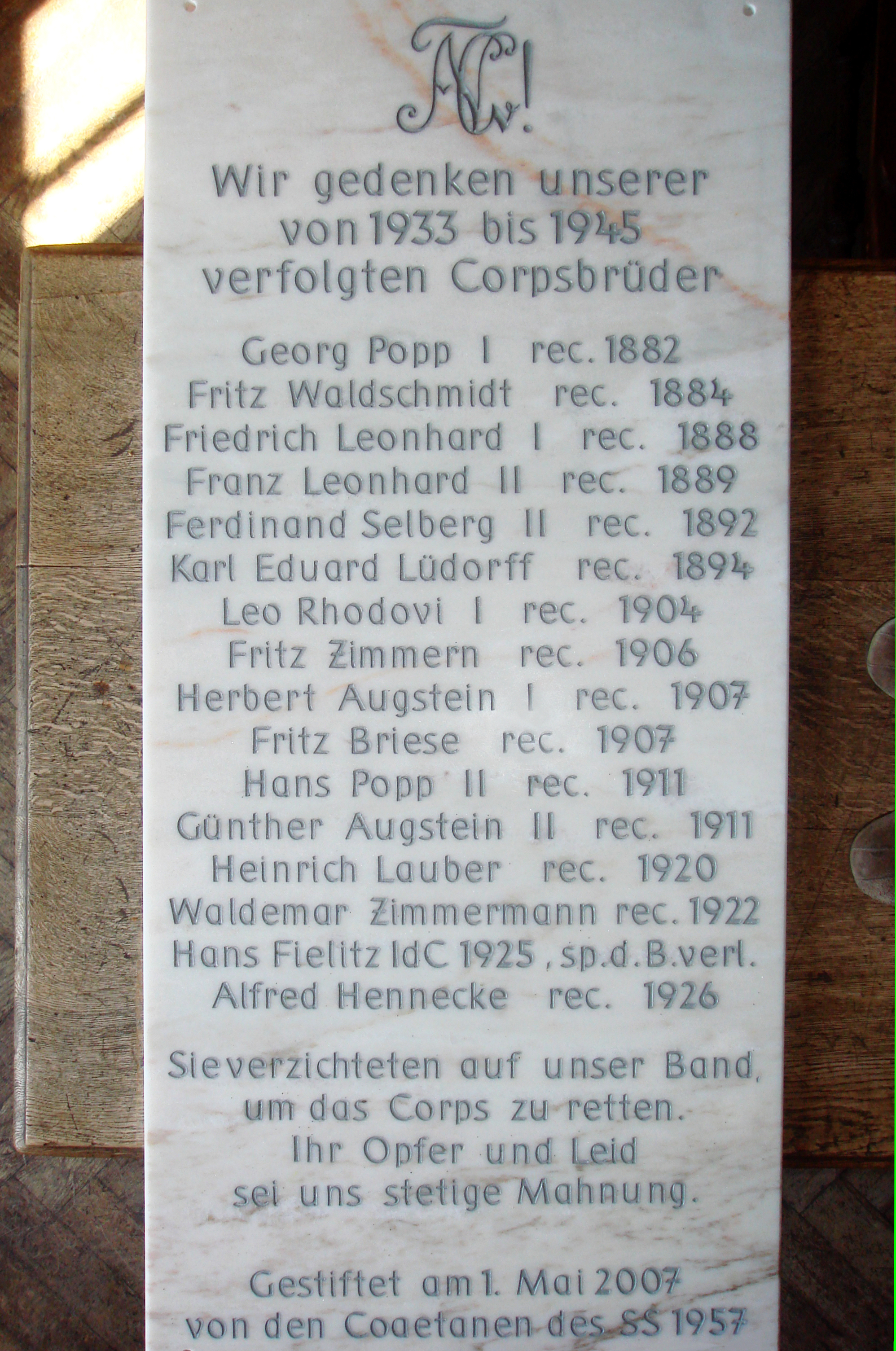
Die Brüder Leonhard auf der Gedenktafel ihres Corps (2007)

- Die Haftung des Verkäufers für sein Verschulden beim Vertragsschlusse. 1896.
- Die Wahl bei der Wahlschuld. JherJb Band 41 (1900), S. 1
- Die Beweislast. 1904.
- Verschulden beim Vertragsschlusse. Berlin 1910.
- Fahrlässigkeit und Unfähigkeit. Marburg 1913.
- Auslegung und Auslegungsnormen. Marburg 1917.
- Testamentserrichtung und Erbrecht. B. G. Teubner Verlag, Leipzig 1914.
- Das Schuldrecht des BGB. Duncker & Humblot
- Die Bewertung des landwirtschaftlichen Pachtinventars bei der Rückgabe. Berlin 1921.
- Höhere Gewalt. Berlin 1926.
- Allgemeines Schuldrecht des BGB. Duncker & Humblot, München 1929.
- Die Kausalität als Erklärung durch Ergänzung. Gießen 1946.
- Bürgerliches Recht. Carl Heymanns Verlag, Berlin 1948.
- Die Wertgefühle. Hamburg 1948.
- Anleitung für die juristischen Übungs- und Prüfungsarbeiten, 10. Auflage. 1967.